# Општина Добрешти (Бихор)
Добрешти (рум. Dobreşti) општина је у Румунији у округу Бихор.
Oпштина се налази на надморској висини од 176 m.